# Jack Holborn
Jack Holborn ist eine deutsch-neuseeländische TV-Mini-Serie. Sie war 1982 die vierte ZDF-Weihnachtsserie. Es handelt sich um eine Verfilmung der 1964 erschienenen, gleichnamigen Piratengeschichte von Leon Garfield. Nach Silas (1981) spielte Patrick Bach mit der Titelrolle des Jack Holborn zum zweiten von insgesamt vier Malen in einer ZDF-Weihnachtsserie eine Hauptrolle. Matthias Habich übernahm die Doppelrolle der Zwillingsbrüder Sharingham. Weitere tragende Rollen sind mit Andreas Mannkopff, Terence Cooper und Monte Markham besetzt.

## Produktion
Der Regisseur Sigi Rothemund verfasste gemeinsam mit Justus Pfaue auch das Drehbuch. Vorlage war das gleichnamige Jugendbuch von Leon Garfield, der erste Roman des britischen Autors. Drehsprache war wegen internationaler Besetzung Englisch, die Serie wurde nachsynchronisiert. Die deutschen Schauspieler synchronisierten sich selbst. Gedreht wurde im montenegrinischen (Stari Bar, Skadar-See) sowie im kroatischen (Dubrovnik, Trogir, Zadar) Teil des damaligen Jugoslawiens.

## Handlung

### 1. Folge

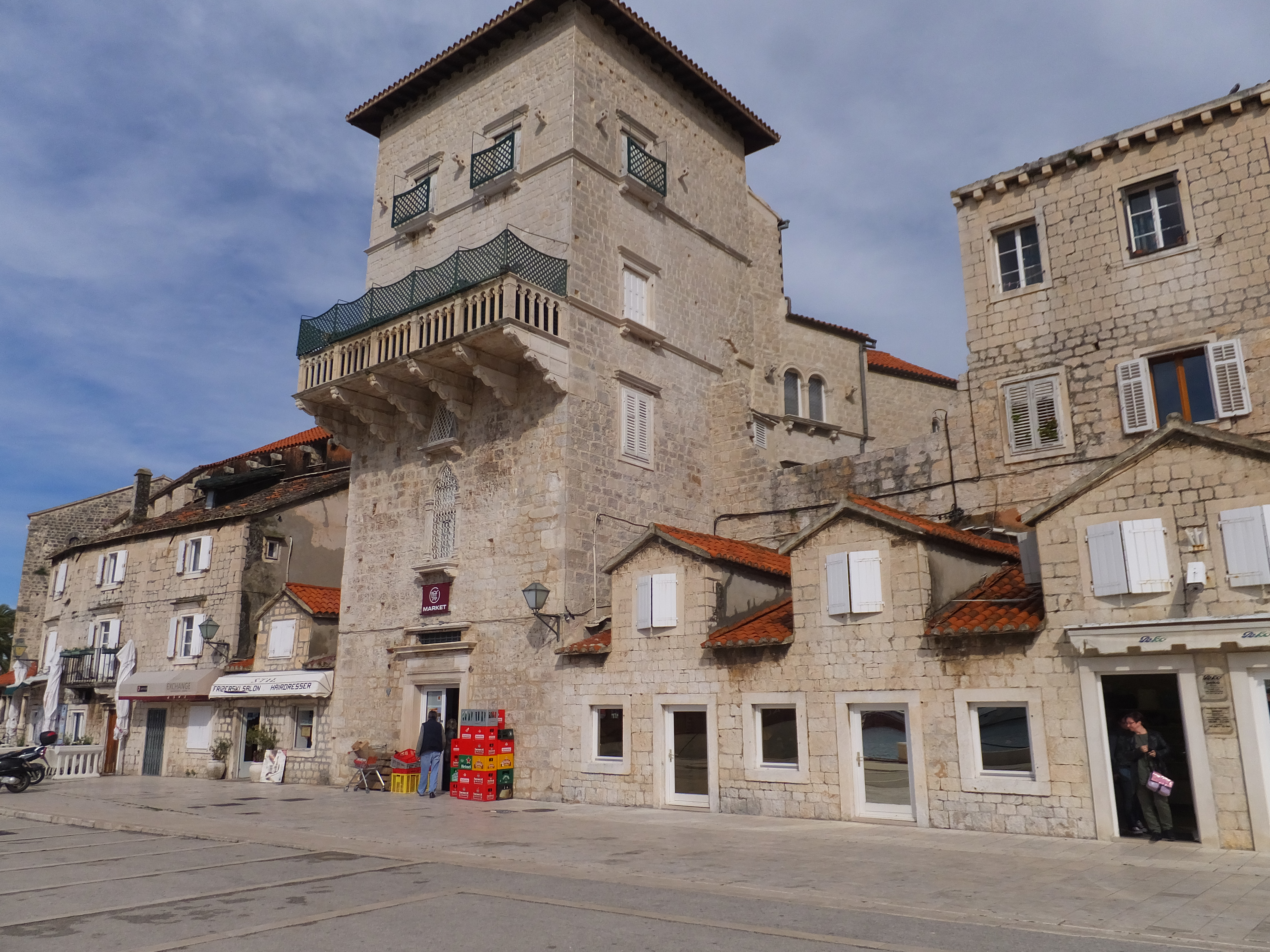
Die Promenade in Trogir, Kulisse für den Hafen von Bristol in der ersten, zweiten und sechsten Folge von Jack Holborn.

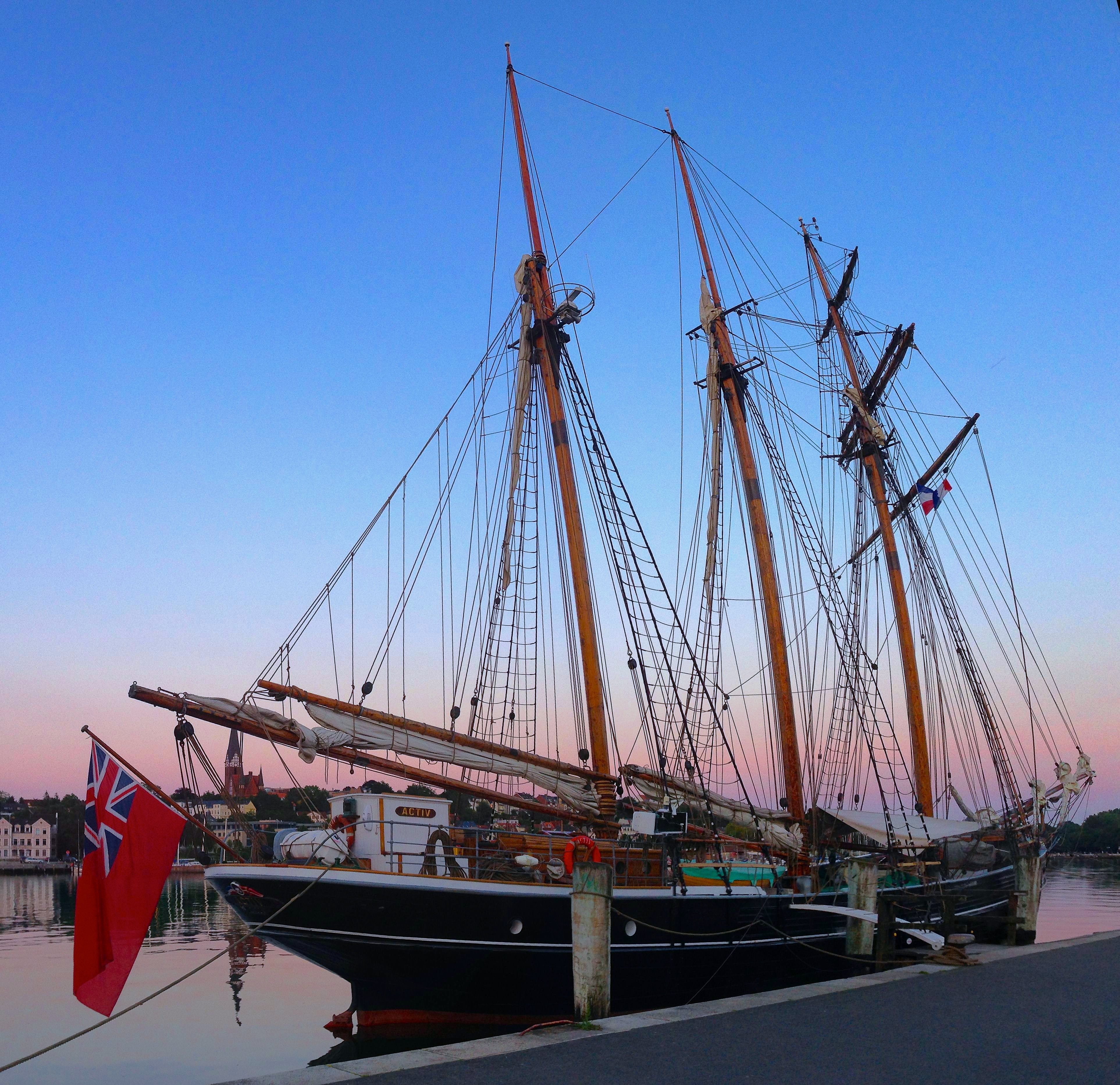
Als Charming Molly genutztes Schiff Activ des Hamburger Architekten Volkwin Marg

Bristol um 1787. Findelkind Jack Holborn ist in einem Waisenhaus aufgewachsen, aus dem der Dreizehnjährige nun entlassen werden soll, um eine Lehre zu beginnen. Sein Wunsch ist es, Schiffsjunge zu werden, doch wird er als zu klein dafür befunden. Der Freibeuter-Kapitän Sharingham will ihn dennoch auf sein Schiff, die Charming Molly, aufnehmen. Dies wird jedoch durch den Lordrichter von Bristol abgelehnt und Jack der Seiler- und Schuhmacher-Familie Arrows zur Ausbildung und Erziehung übergeben. Er bekommt ein Lederarmband mit dem eingeprägten Namen „Jack“ ausgehändigt, das zusammen mit ihm gefunden wurde. Sein Anblick löst einen Erinnerungs-Flashback aus seiner frühen Kindheit aus. Diese Erinnerungsfetzen wiederholen sich im weiteren Verlauf häufig und werden immer detaillierter. Jack befindet sich darin in einem Boot und sieht zunächst nur den Rücken eines Mannes, der das Armband trägt und das Boot auf ein Schiff zu rudert. An der auffälligen Galionsfigur wird später erkennbar, dass es sich um die Charming Molly handelt. Es taucht dann auch eine Frau auf und zwischen ihr und dem Mann kommt es zu einem Gerangel. Jack vermutet, dass es sich bei den beiden Personen um seine Eltern handelt. Captain Sharingham steht an der Reling der Charming Molly und gibt ihnen Zeichen. Später erschießt er den Mann und die Frau stürzt ins Wasser. Sharingham steigt auf einer Strickleiter zur Wasseroberfläche hinunter und hilft ihr an Bord.
Auf dem Weg zu seinen neuen Pflegeeltern belauscht Jack ein Gespräch zwischen Captain Sharingham und dem Lordrichter. Es wird ersichtlich, dass die beiden Männer Brüder und eineiige Zwillinge sind. Der Richter wirft dem Kapitän vor, seinen Freibeuterbrief für die Zusammenarbeit mit Piraten zu missbrauchen und so Schande über die Familie zu bringen.
Noch am selben Abend läuft Jack von den Arrows weg und schleicht sich auf die Charming Molly. Er wird jedoch von dem Matrosen Vronsky erwischt und zu Captain Sharingham gebracht. Als dieser Jacks Lederarmband sieht, zeigt er eine Reaktion des Wiedererkennens. Von Jack daraufhin mit Fragen bestürmt, ob er etwas über seine Herkunft wisse, blockt Sharingham ab und lässt Jack von Vronsky zu den Arrows zurückbringen.
Captain Sharingham arbeitet tatsächlich mit Piraten zusammen. Sie haben den Plan, gemeinsam die Esperance auszurauben, ein Schiff, das mit einer besonders wertvollen Ladung von Diamanten von Indien nach England unterwegs ist. Von seiner Informantin Lady Myra, der Ehefrau des Admirals, erfährt er den Kurs des Schiffes. Beim Treffen mit den verbündeten Piraten unter ihrem Kapitän Fury geraten sie jedoch in eine Falle der Admiralität und müssen sich schließlich ergeben. Der Großteil der Crew der Charming Molly wird gefangen genommen, Sharingham, sein Bootsmann Morris sowie Vronsky können jedoch auf dem Schiff der Piraten entkommen. Jack hat sich unterdessen etwas bei der Familie Arrows eingelebt, träumt aber weiterhin davon, Schiffsjunge zu werden. Als er Mr. Arrows zum Hafen begleiten darf, wird er Zeuge, wie die gefangenen Mannschaftsmitglieder von Captain Sharingham nach Bristol zurückgebracht werden. Dabei hört er auch, dass Captain Sharingham entkommen, vielleicht aber auch tot sei. Mit einer neuen Crew soll die Charming Molly wenig später erneut in See stechen. Der Betrieb der Arrows liefert dafür eine große Menge an Tauen und Schuhen. Jack versteckt sich im Sack mit den Schuhen und gelangt so an Bord. Es gelingt ihm, unentdeckt zu bleiben. Als er in der Nacht großen Hunger bekommt, stiehlt er einen Schinken aus der Kombüse. Am nächsten Morgen wird der Schiffsjunge des Diebstahls verdächtigt und soll grausam bestraft werden. Da zeigt sich Jack und gibt zu, den Schinken genommen zu haben.

### 2. Folge

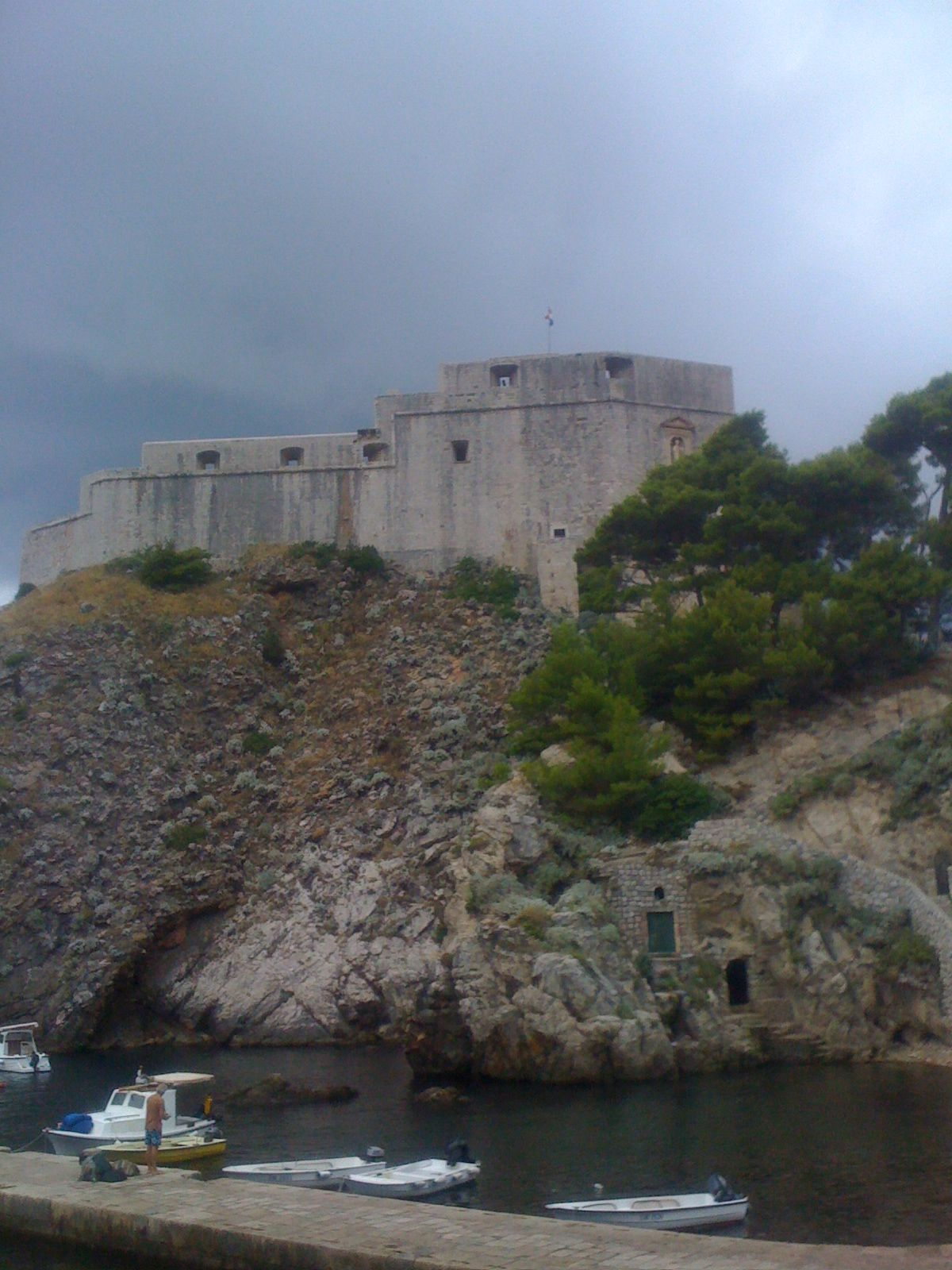
Die Festung Lovrijenac in Dubrovnik diente als Kulisse für die Festung Nautia in der zweiten, dritten und fünften Folge von Jack Holborn.

Auf Befehl des unerbittlich harten Kapitäns Cox soll Jack die traditionelle Strafe für blinde Passagiere erleiden: An den Mast gefesselt soll er volle zwei Tage ohne Essen und Trinken im Ausguck des Schiffes aushalten. Obwohl in der Nacht ein schwerer Sturm tobt, erlaubt Cox seinem Bootsmann nicht, den Jungen herunter zu holen. Wider Erwarten überlebt Jack die Nacht. Am nächsten Morgen erobert Captain Sharingham mit seiner neuen Crew aus Piraten die Charming Molly zurück. Jack darf als Küchenjunge an Bord bleiben. Die Piraten sind darüber alles andere als erfreut, da sie glauben, ein Kind an Bord bringe Unglück. Sie misstrauen auch ihrem neuen vornehmen Kapitän sowie dessen Getreuen Morris und Vronsky und würden sich alle vier am liebsten so schnell wie möglich vom Hals schaffen. Nur weil der Kapitän als einziger den Kurs der Esperance kennt, verzichten sie vorläufig darauf. Als Jack Captain Sharingham erneut nach seinem Armband fragt, erfährt er nur, dass es seinem Vater gehörte und dieser tot sei. Wissend, dass er nur wenigen seiner Besatzungsmitglieder trauen kann, schlägt Sharingham einen Handel vor: Wenn es Jack gelingt, ihm dreimal das Leben zu retten, will er ihm alles sagen, was er über seine Familie weiß. Im weiteren Verlauf der Geschichte wird Jack Sharingham tatsächlich dreimal das Leben retten – allerdings nicht dem Kapitän, sondern seinem Zwillingsbruder, den er für den Kapitän hält.
In Bristol sind der Admiral und Richter Sharingham entsetzt, als sie von der Aktion des Kapitäns hören, zumal sie von dessen Plänen bezüglich der Esperance wissen. Um noch schlimmeren Schaden für das Ansehen der königlichen Flotte und der Familie Sharingham abzuwenden, soll Richter Sharingham mit einer schnellen Brigg nach Nautia segeln (die fiktive Insel liegt gemäß der gezeigten Karte im westlichen Golf von Guinea, etwa auf halber Strecke zwischen Ascension und São Tomé), um seinen Bruder abzufangen, der dort zweifellos zur Proviantaufnahme Station machen wird. Tatsächlich steuert die Charming Molly Nautia an. Da dort noch niemand wissen kann, dass Captain Sharingham unter die Piraten gegangen ist, gehen der Kapitän, Jack und zwei Besatzungsmitglieder als ehrenwerte Seeleute getarnt an Land, um beim Gouverneur hilfreiche Informationen zu erfragen. Inzwischen läuft das Schiff des Richters in den Hafen ein, wodurch ihre Tarnung zerstört wird. Morris, der mit dem Großteil der Besatzung an Bord geblieben ist, schöpft rechtzeitig Verdacht und bringt die Charming Molly in Sicherheit, um gemäß einer vorher getroffenen Absprache die an Land Gegangenen auf der anderen Seite der Insel zu erwarten. Der Kapitän und seine Begleiter werden von Soldaten gestellt und müssen kämpfen, um zu entkommen. Captain Sharingham wird von den anderen getrennt und trifft auf seinen Bruder, der ihn zum Duell fordert, um die Ehre der Familie wiederherzustellen. Bei dem sich nun entwickelnden erbitterten Fechtkampf scheint der Richter zunächst die Oberhand zu behalten, bis er von seinem Bruder niedergeschossen wird. Im Glauben, ihn getötet zu haben, tauscht der Kapitän mit dem Richter die Kleidung und flieht. Der Richter lebt jedoch noch und wird wenig später von Jack gefunden, der den Bewusstlosen für den Kapitän hält und wild entschlossen ist, ihn zu retten.

### 3. Folge
Jack hat den schwer verletzten Richter Sharingham, den er für den Kapitän hält, auf einen Karren geladen und ihn – mit Palmblättern abgedeckt – unbehelligt zum Treffpunkt mit der Charming Molly gebracht. (Erste Lebensrettung) Sie werden an Bord geholt und das Schiff sticht in See. Inzwischen hat sich auch der richtige Kapitän zum Treffpunkt durchgeschlagen, kann sich jedoch nicht mehr bemerkbar machen und muss mit ansehen, wie sein Schiff ohne ihn davon segelt. An Bord herrscht gedrückte Stimmung während der vermeintliche Kapitän mit dem Tode ringt und man zugleich unter einer Flaute leidet, die es unmöglich macht, nach der Esperance zu suchen. Sie lesen den auf einem Floß treibenden Trumpet auf. Dieser gibt an, ebenfalls Pirat zu sein und auf der Esperance eine Meuterei angezettelt zu haben. Deshalb sei er ausgesetzt worden. Sofort bessert sich die Laune der Piraten, beweist Trumpets Auftauchen doch, dass die Esperance nicht weit sein kann. Zudem bestätigt dieser, dass auf dem Schiff unermessliche Reichtümer zu holen sind. Etwas später belauscht Jack Trumpet und zwei der Piraten, die über eine geplante Meuterei sprechen, wobei Trumpet eher versucht, ihnen das auszureden. Als die Meuterei beginnt, kann Jack Morris und Vronsky noch rechtzeitig warnen. Der Lärm des Kampfes lockt den sich auf dem Wege der Besserung befindenden Richter Sharingham an Deck und er erschießt den Anführer der Meuterer.
Nachdem sich die Lage wieder beruhigt hat, ist Jack begeistert als er von Vronsky hört, dass Sharingham die Ansicht geäußert habe, Jack habe ihnen allen – und somit auch ihm selbst – durch sein Verhalten das Leben gerettet. (Zweite Lebensrettung) Umso verwirrter ist er, als Sharingham ihn zu sich rufen lässt, um ihn zu fragen, wie er ihm für seinen Einsatz danken könne. Jack erwidert irritiert, er wünsche sich nur, dass der Kapitän sein Versprechen halte. Der Richter, der natürlich keine Ahnung hat, wovon Jack spricht, antwortet ausweichend. Während eines schweren Sturms in der Nacht halten nur Morris und Vronsky noch am Ruder die Stellung, während alle anderen sich in das Kanonendeck zurückgezogen haben. Eine Gestalt erscheint, die sie für den getöteten Meuterer Taploe halten, der zurückgekehrt ist, um sich zu rächen. Als Vronsky Sharingham darüber informiert, glaubt dieser nicht an einen Spuk und besteht darauf, trotz des Unwetters und seiner noch geschwächten Verfassung mit an Deck zu kommen, um sich die Sache anzusehen. Die Charming Molly wird von der von ihrer Besatzung aufgegebenen Esperance gerammt und sinkt. Was hinter dem Spuk steckt, bleibt unaufgelöst. Alle Männer unter Deck ertrinken. Gerade noch rechtzeitig hat Trumpet das Kanonendeck verlassen und Jack mit sich an Deck gezogen. Zusammen mit Morris, Vronsky und Sharingham können sie sich an die afrikanische Küste retten. Beide Schiffswracks liegen in unmittelbarer Nähe und Trumpet kommt auf die Idee, nach einer Schatzkiste zu tauchen, die sich in der Kapitänskajüte der Esperance befinden soll. Sie soll unter anderem die Weiße Lady enthalten, einen besonders großen und wertvollen Diamanten, der aber den Ruf hat, seinem Besitzer Unglück zu bringen. Trumpet kann die Kapitänskajüte nicht erreichen, da das dorthin führende Loch in der Schiffswand zu eng für einen Erwachsenen ist. Er bittet Jack, hinunter zu tauchen.

### 4. Folge
Mit vereinten Kräften bergen Jack und Trumpet die Schatzkiste aus der Esperance. Darin befinden sich neben der Weißen Lady noch zahlreiche andere wertvolle Juwelen. Trumpet nimmt die Weiße Lady für sich, auch die anderen nehmen sich jeder einen Teil. Den Großteil des Schatzes müssen sie jedoch zurücklassen, da sie auf dem nun anstehenden gefährlichen zehntägigen Fußmarsch zur nächsten Siedlung nicht viel tragen können. Trumpet ist von der Weißen Lady geradezu besessen. Selbst als er unterwegs im Sumpf zu versinken droht und die anderen ihn nur mit großer Mühe wieder heraus ziehen können, besteht er darauf, zuerst den Edelstein und dann erst sein Leben zu retten. In der Folge erkrankt Trumpet an Sumpffieber. Aus seinen Reden im Fieberwahn geht hervor, dass er nicht an der Meuterei auf der Esperance beteiligt war, sondern versucht hatte, diese zu verhindern. Offenbar hatte er nur behauptet, ein Meuterer zu sein, um von den Piraten als einer der Ihren anerkannt und nicht sofort getötet zu werden. Außerdem macht Trumpet immer wieder Anspielungen auf Lordrichter Sharingham, mit dem er in der Vergangenheit einmal eine unangenehme Begegnung gehabt zu haben scheint. Dies bringt Morris dazu, seinen vermeintlichen Kapitän nach dessen offenbar sehr großen Ähnlichkeit mit dem Lordrichter zu fragen. Sharingham gibt daraufhin zu, dem Lordrichter nicht nur überaus ähnlich zu sehen, sondern es auch tatsächlich zu sein. Jack muss enttäuscht erkennen, dass er dem falschen Mann zweimal das Leben gerettet hat. Der Richter verspricht ihm jedoch, sein Möglichstes zu tun, um ihm bei der Aufdeckung des Geheimnisses zu helfen.
Sie werden von unsichtbar bleibenden Eingeborenen angegriffen und flüchten sich in eine Höhle. Trumpet hat das Fieber überwunden, reagiert aber paranoisch, als er feststellt, dass die Weiße Lady verschwunden ist. Um ihn zu beruhigen, geht Sharingham nach draußen, um den Edelstein zu suchen. Als die anderen ihm etwas später folgen, finden sie zwar die Weiße Lady, von Sharingham jedoch nur noch Weste, Fernglas und Blutspuren. Nachdem sie zu viert weiter gezogen sind, erreichen sie wie von Morris berechnet am zehnten Tag ihrer Wanderung eine Stadt, die sie jedoch zerstört und verlassen vorfinden. Morris kann nun nicht mehr länger durchhalten. Er stirbt an den Folgen einer Verletzung, die er sich beim Untergang der Charming Molly zugezogen und vor den anderen verborgen gehalten hatte. Jack, Vronsky und Trumpet setzen ihre Wanderung fort und stoßen nach weiteren zwei Tagen auf eine Gruppe von Sklavenhändlern, die ihre menschliche Ware zum Markt treiben. Als sie diese aus sicherer Entfernung beobachten, erkennen sie unter den Gefangenen Richter Sharingham.

### 5. Folge

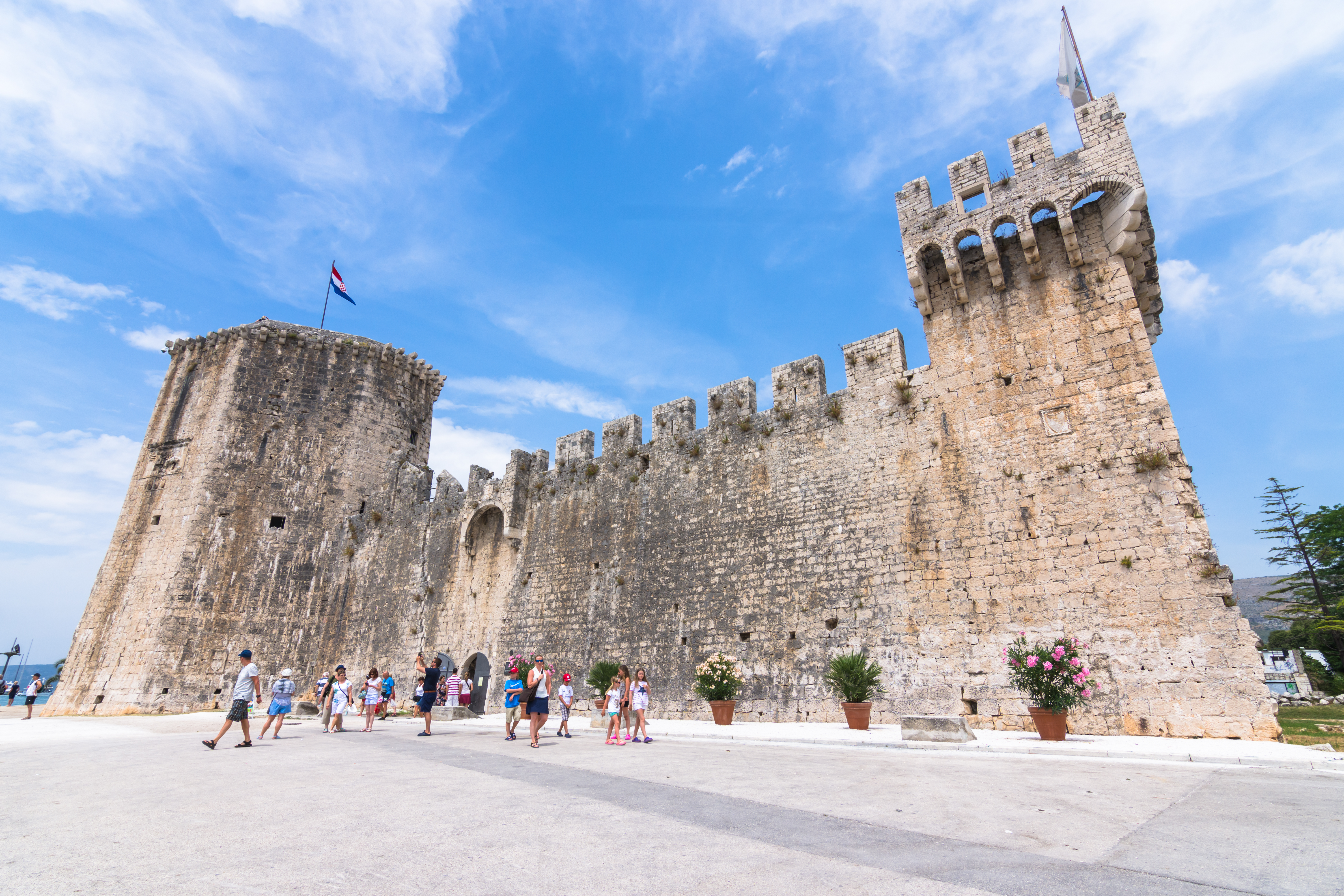
Die Festung Kamerlengo in Trogir, Schauplatz der Sklavenauktion in der fünften Folge von Jack Holborn

Jack, Trumpet und Vronsky sind den Sklavenhändlern, in deren Gewalt sich Richter Sharingham befindet, in das von zwielichtigen Existenzen bevölkerte Küstenstädtchen Annamaboe gefolgt. Von dem schmierigen An- und Verkäufer Mr. Thompson erhalten sie für eines der Schmuckstücke aus dem Schatz 200 Pfund. Da laut Thompson ein weißer Sklave auf dem Markt von Annamaboe nicht mehr als 70 Pfund wert ist, scheint dieser Betrag mehr als ausreichend um den Richter im Rahmen der bevorstehenden Sklavenauktion freizukaufen. Tatsächlich sieht es so aus als würden sie für ein Gebot von 80 Pfund den Zuschlag erhalten, als sie im letzten Moment von dem Schiffskapitän Downs überboten werden, der den Preis bis auf 200 Pfund in die Höhe treibt. Sie haben kein Geld um weiter zu bieten und sind ratlos. Schließlich prescht Jack gerade noch rechtzeitig vor und bietet kurzerhand 1000 Pfund. Der Sklavenhändler glaubt nicht, dass der Junge so viel Geld hat. Da er das vorteilhafte Geschäft aber gern machen möchte, gewährt er fünf Minuten Unterbrechung, um das Geld zu holen. Downs ist darüber höchst erbost. Er hat früher einmal unter Captain Sharingham gedient, mit dem er noch eine Rechnung offen hat. Daher würde er den Richter, den er für dessen Zwillingsbruder hält, nur zu gern in seine Finger bekommen, um grausame Rache zu üben. Vronsky läuft mit einer Halskette aus Jacks Juwelenbestand zu Thompson, um das Geld zu besorgen. Dieser versucht jedoch skrupellos, die Notlage auszunutzen, und weigert sich, für das kostbare Stück einen auch nur annähernd angemessenen Preis zu bezahlen. Während Vronsky sich vergeblich bemüht, ihn umzustimmen, und schließlich wutentbrannt und ohne Geld das Haus des Händlers verlässt, wird auf dem Auktionsplatz die Zeit knapp. Als Downs immer nachdrücklicher fordert, dass Sharingham ihm übergeben wird, ruft Jack schließlich, dass er alle Sklaven auf einmal kauft und wirft dem Sklavenhändler den Rest seiner Juwelen vor die Füße. Der Sklavenhändler akzeptiert. Sharingham ist frei. (Dritte Lebensrettung) Obwohl Jack nun wieder arm zu sein glaubt (tatsächlich bleiben ihm aber noch 5000 Pfund, die Vronsky doch noch von Thompsons Tochter Yoka für die Halskette erhalten hat), lehnt er das Angebot eines portugiesischen Kapitäns, ihm die nicht benötigten Sklaven für fünf Pfund pro Mann abzukaufen, angewidert ab und lässt alle frei.
Am Abend begeben sich Jack und die drei Männer zum Hafen, um sich auf der Lady Jane von Captain Palmer eine Passage zurück nach England auszuhandeln. Dabei werden sie von Downs gesehen, der ihnen einige seiner Leute hinterher schickt, um Richter Sharingham mit Gewalt zu verschleppen. Mit der Unterstützung einiger der befreiten Sklaven können sie den Angriff abwehren. Am nächsten Tag schiffen sich Jack, Trumpet und der Richter nach Bristol ein. Vronsky, der sich in Yoka verliebt hat, entscheidet sich in letzter Minute, nicht mit zurück nach England zu reisen. Auf Wunsch des Richters wird auf Nautia Station gemacht. Dort will er Erkundigungen über den Verbleib seines Zwillingsbruders einziehen. Zu seiner Empörung erfährt er, dass sein Bruder seine Identität angenommen hat und als Lordrichter nach Bristol zurück gereist ist. Den Piratenkapitän Sharingham hat er offiziell für tot erklärt.

### 6. Folge

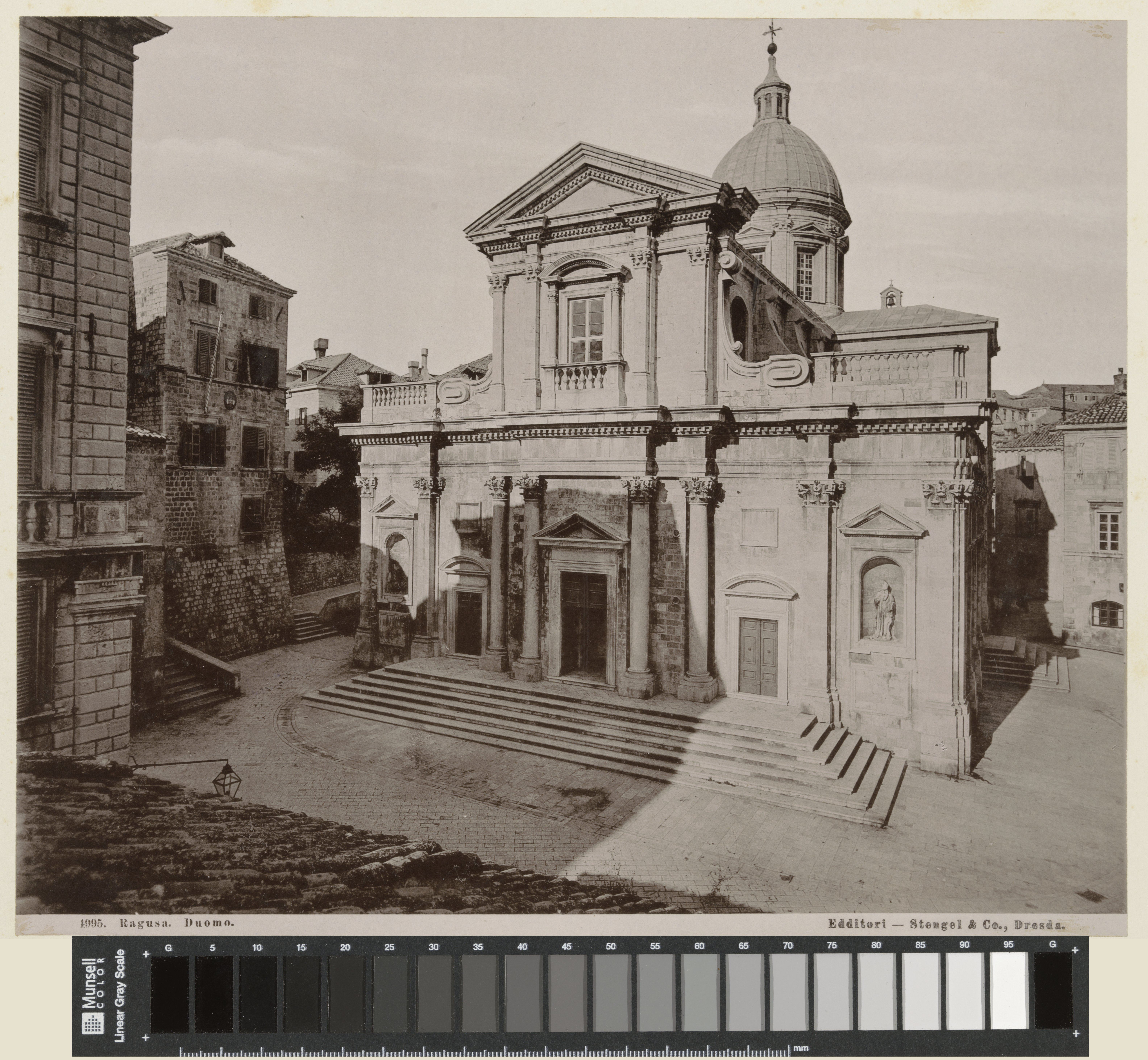
Die Kathedrale von Dubrovnik. Der Platz vor dem Gebäude war Drehort der Hinrichtung Captain Sharinghams in der sechsten Folge von Jack Holborn.

Bei der Ankunft in Bristol gibt sich Richter Sharingham als Kolonialbeamter Samuel Rogers aus, der nach 20 Jahren aus Indien zurückkehrt. Der ehemalige Kapitän Cox, nach dem Piratenüberfall jetzt ein schwer entstellter Invalide, glaubt in ihm Captain Sharingham wieder zu erkennen und denunziert ihn beim Hafenmeister. Da Captain Sharingham für tot gilt, behauptet er, von einem Dreifachmord zu wissen, den der angebliche Mr. Rogers vor fünf Jahren begangen hat. „Mr. Rogers“ wird verhaftet und landet unter dem Vorsitz seines Zwillingsbruders vor Gericht. Der falsche Lordrichter reagiert fassungslos, als er sich unvermittelt seinem totgeglaubten Bruder gegenübersieht, was ihn aber nicht davon abhält, dreist zu behaupten, jener und nicht er selbst sei der Pirat Sharingham.
So kommt Jack in die Zwickmühle, als Captain Sharinghams einstiger Schiffsjunge seinen Kapitän identifizieren zu müssen. Nach kurzem Zögern deutet er auf den richtigen Kapitän, obwohl dieser ihn mit einem subtilen Handzeichen an die Abmachung mahnt.
Als dies noch nicht ausreicht, behauptet Trumpet, auch er könne Captain Sharingham identifizieren. Dieser sei Kapitän der Charming Molly gewesen, als er von dem Schiff aufgelesen wurde. Als der falsche Lordrichter beschwört, Trumpet noch nie im Leben gesehen zu haben, wobei auch jeder Irrtum ausgeschlossen sei, ist er in eine Falle getappt. Denn der wahre Lordrichter enthüllt nun, dass Trumpet zwei Jahre zuvor von ihm verurteilt worden war. Somit hätte sein Bruder ihn wiedererkennen müssen, wenn er wirklich der Lordrichter wäre. Damit ist der Hochstapler zweifelsfrei entlarvt. Er wird festgenommen und Richter Sharingham kann wieder in sein Leben zurückkehren.
Trumpet reist zu Jacks Bedauern ab, um mit dem Rest des Erlöses der Weißen Lady (die er verkauft hatte, um für sich und Jack Passierscheine für den Zutritt zur Gerichtsverhandlung zu erhalten) weit weg ein neues Leben zu beginnen.
Jack lässt der Gedanke an den Kapitän nicht los. Widerstrebend ermöglicht der Richter ihm einen Gefängnisbesuch bei dem zum Tode Verurteilten.
Wie von seinem Bruder vorhergesagt bezeichnet der Gefangene Jack als Verräter und ist nicht bereit, sein Geheimnis preiszugeben. Ein Versuch, anhand des alten Logbuchs der Charming Molly die Wahrheit herauszufinden, scheitert da sich herausstellt, dass die Seiten der fraglichen Tage herausgerissen wurden. Aufgrund eines neuen Deals erfährt Jack von Captain Sharingham am Vortag der Hinrichtung doch noch die ganze Geschichte: Der Mann und die Frau im Ruderboot waren tatsächlich seine Eltern. Aus Sharingham nicht bekannten Gründen waren sie zu lebenslanger Deportation verurteilt worden und sollten am folgenden Tag nach Australien verschifft werden. Um seine Spielschulden bezahlen zu können, hatte sich der damals noch unbescholtene Kapitän bereiterklärt, ihnen gegen gute Bezahlung bei der Flucht zu helfen. Als die Familie in jener nebligen Winternacht vor zehn Jahren mit einem Beiboot zur Charming Molly übersetzen wollte, wurden sie von Soldaten auf See gestellt. Bei dem folgenden Schusswechsel benutzte Jacks Vater seine Mutter feige als menschlichen Schutzschild vor den Kugeln der Soldaten. Sharingham, der befürchtete, entdeckt zu werden, erschoss Jacks Vater und konnte seine Mutter gerade noch an Bord seines Schiffes bringen. Jacks Mutter ist somit noch am Leben und hat mit von Sharingham besorgten falschen Papieren ein neues Leben aufgenommen.
Als Gegenleistung für die Informationen hat Jack Captain Sharingham eine kleine Silberröhre beschafft, die sich dieser in die Luftröhre schieben will, um die Strangulation durch den Strick zu überleben. Dieser Plan geht jedoch nicht auf und Sharingham stirbt am Galgen. Als Jack zusammen mit dem Richter den Admiral besucht, trifft er erstmals auf Lady Myra und erkennt in ihr seine Mutter. Auch sie erkennt ihn schließlich an seinem Armband und schließt ihn in die Arme.

## Episodenliste
| Folgenübersicht | Folgenübersicht           | Folgenübersicht  | Folgenübersicht |
| Nr.             | Titel                     | Erstausstrahlung | Laufzeit (DVD)  |
| --------------- | ------------------------- | ---------------- | --------------- |
| 1               | Ein blinder Passagier     | 25. Dez. 1982    | 51:09 Min.      |
| 2               | Landung auf Nautia        | 26. Dez. 1982    | 52:22 Min.      |
| 3               | Ein neuer Mann an Bord    | 27. Dez. 1982    | 51:08 Min.      |
| 4               | Abenteuerliche Expedition | 28. Dez. 1982    | 46:45 Min.      |
| 5               | Rückreise nach England    | 29. Dez. 1982    | 50:35 Min.      |
| 6               | Die Wahrheit über Jack    | 30. Dez. 1982    | 49:51 Min.      |

Die Serie wird in sechs Folgen à 55 Minuten oder 12 Folgen à 25 Minuten ausgestrahlt. Sie ist auch auf DVD erhältlich.

## Synchronisation
| Darsteller         | Sprecher            | Rolle                       | Folgen     |
| ------------------ | ------------------- | --------------------------- | ---------- |
| Patrick Bach       | Patrick Bach        | Jack Holborn                | 1–6 (alle) |
| Matthias Habich    | Matthias Habich     | Lordrichter John Sharingham | 1–6 (alle) |
| Matthias Habich    | Matthias Habich     | Captain Sharingham          | 1–3, 6     |
| Andreas Mannkopff  | Andreas Mannkopff   | Janusz Vronsky              | 1–5        |
| Terence Cooper     | Niels Clausnitzer   | Morris                      | 1–4        |
| Monte Markham      | Jochen Striebeck    | Salomon Trumpet             | 3–6        |
| David Weatherley   | Walter Reichelt     | Hafenmeister                | 1–2, 6     |
| Tricia James       | Marianne Hoffmann   | Lady Myra                   | 1–2, 6     |
| Patrick Smyth      | Heinz Engelmann     | Admiral                     | 1–2, 6     |
| Brian Flegg        | Alexander Allerson  | Captain Cox                 | 1–2, 6     |
| Frano Lasić        | Michael Brennicke   | Turner, Cox’ Bootsmann      | 1–2        |
| Jeremy Stephens    | Gernot Duda         | Pobjoy                      | 2–3        |
| Heinz Wanitschek   | Frank Engelhardt    | Clarke                      | 2–3        |
| Stojan Aranđelović | Harry Kalenberg     | Fox                         | 2–3        |
| Zoran Pokupec      | Berno von Cramm     | Captain Palmer              | 5–6        |
| Ljiljana Krstić    | Maria Landrock      | Elizabeth Arrows            | 1          |
| Stevo Petrovic     | Christian Marschall | Captain Fury                | 1          |
| Teresa Waiariki    | Marina Köhler       | Yoka                        | 5          |
| Prince Tui Teka    | Donald Arthur       | Mr. Thompson                | 5          |
| Božidar Pavićević  | Willi Röbke         | Captain Downs               | 5          |
| –                  | Holger Hagen        | Erzähler                    | 2–6        |

## Musik
Der Komponist Christian Bruhn lieferte mit dem hierfür komponierten Soundtrack eine seiner selteneren sinfonischen Arbeiten ab. Die Einspielung mit dem Münchener Sinfonie-Orchester Kurt Graunke wurde 2004 innerhalb der Reihe Generation Fernseh-Kult auf CD veröffentlicht.